# Рушанці
Рушанці (рушоні) — один з памірських народів.
Живуть в Гірському Бадахшані Таджикистану (Рушанський район в долині річки Бартанг) — 13 300 осіб у 1989(до 15 — 20 тис. сьогодні) — і в сусідній провінції Бадахшан Афганістану, уздовж верхньої течії річки П'яндж (район Шугнан (не плутати з Шугнанським районом у ГБАО Таджикистану). Всього з близькими бартангцями — до 30 000 осіб.
Віруючі — мусульмани-шиїти (ісмаїліти).
Розмовляють рушанською мовою північнопамірської (шугнано-рушанської) групи східної гілки іранських мов.